# Щенятин
Щеня́тин — село в Україні, у Павлівській сільській громаді Володимирського району Волинської області. Населення становить 368 осіб.

## Географія
Село розташоване на правому березі річки Луга.

## Історія
У 1906 році село Порицької волості Володимир-Волинського повіту Волинської губернії. Відстань від повітового міста 25 верст, від волості 7. Дворів 58, мешканців 299.
Біля села знаходиться поселення двошарове: ранньозалізний час і ІІ—IV ст. н. е..
12 червня 2020 року, відповідно до розпорядження Кабінету Міністрів України № 708-р «Про визначення адміністративних центрів та затвердження територій територіальних громад Волинської області», увійшло до складу Павлівської сільської територіальної громади.
19 липня 2020 року, в результаті адміністративно-територіальної реформи та ліквідації  Іваничівського району, село увійшло до новоутвореного Володимир-Волинського району (від 18 липня 2022 Володимирського).

## Населення
Згідно з переписом УРСР 1989 року чисельність наявного населення села становила 272 особи, з яких 133 чоловіки та 139 жінок.
За переписом населення України 2001 року в селі мешкало 260 осіб.

### Мова
Розподіл населення за рідною мовою за даними перепису 2001 року:
| Мова       | Відсоток |
| ---------- | -------- |
| українська | 99,62 %  |
| російська  | 0,38 %   |